# Strój zagłębiowski
Strój zagłębiowski – strój ludowy używany na terenach Zagłębia Dąbrowskiego. Widoczne są wpływy 3 typów ubiorów: mazowieckiego, śląskiego (tzw. rozbarsko-bytomski) oraz siewierskiego (zwanego też siewiersko-będzińskim czy będzińskim), mającego wiele analogii ze strojem małopolskim. Strojem właściwym dla Zagłębia jest właśnie ten ostatni. Został dość szybko zarzucony, jednak udało się zrekonstruować jego wygląd na podstawie strojów z przełomu XIX/XX w. 

## Strój męski
Mężczyźni nosili białe lniane koszule, o kroju poncho, wkładane do spodni. Koszula miała długie rękawy i mankiety, a wokół szyi była stójka (stojący kołnierz). Pod szyją wiązano wzorzystą, jedwabną chusteczkę bądź czerwoną tasiemkę. Spodnie wykonane były z gładkiego, w jednolitym kolorze płótna, przytrzymywane w pasie sznurkiem lub rzemiennym paskiem. Spodnie wpuszczano w cholewy czarnych butów. Na to wkładano krótką kamizelkę bez rękawów z czarnego lub granatowego sukna, z wykładanym kołnierzem. Wyjściowym odzieniem wierzchnim była gunia, uszyta ze zgrzebnego białego płótna, z wykładanym kołnierzem, długimi rękawami. W pasie ściągana za pomocą czerwonego sznura lub rzemiennego pasa. Z czasem bardzo popularną częścią męskiego stroju stała się marynarka, szyta jak kamizelka, tylko z rękawami i wykładanym wysoko kołnierzem. Była uszyta ze zgrzebnego gładkiego lub farbowanego ciemnego płótna. Głowę nakrywano kapeluszem filcowym z szerokim rondem, latem noszono słomiany kapelusz z czarną wstążką wokół główki, zaś zimą noszono baranicę. Buty były czarne, z cholewami, na obcasach z podkówkami – tzw. cholewiaki. Męska chustka była w kolorze fioletu, a jej brzegi: zielone, pomarańczowe, brązowe, czarne lub czerwone.

## Strój kobiecy
Na głowie kobiety nosiły czepiec, wykonany z białego płótna i pokryty zwykle z wierzchu tiulową koronką. Z przodu obszyty był karbowaną listewką i koronką w tzw. „blondynki”. Wiązano go pod brodą dwiema szarfami lub w tzw. „bukiet”. Często czepiec okryty był chustką o ciemnym kolorze (brąz, zieleń, popiel), czasem była to tzw. tybetka lub chustka turecka. Najczęściej jednak noszono chustę w jednym kolorze, z jednym rogiem wyszywanym w motyw kwiatowy. Istniały dwa rodzaje kobiecych koszul, oba jednak wykonywane z płótna lnianego. Pierwszy rodzaj stanowiła długa koszula o kroju poncho, z ozdobą w formie koronkowej krezy, noszonej na zewnątrz pod sznurem korali. Druga, rzadziej noszona – krótka, o kroju przyramkowym (jak na Śląsku), czasami z czerwonym haftem na ramionach. Na strój składała się także halka z cienkiego płótna lub batystu, marszczona w pasie, na dole obszyta falbaną, koronką lub haftowana białym haftem dziurkowym. Na koszulę zakładano biały płócienny lub flanelowy stanik, z głębokim wcięciem, sznurowany, czasem wyszywany w drobny ornament roślinno-kwiatowy. Często stanik noszono jako zewnętrzną część garderoby (np. Strzemieszyce Małe). Spódnica zwana kiecką była o wiele węższa niż np. na sąsiednim Śląsku i sięgała do połowy łydek. Przednią część spódnicy wykonywano zwykle z gorszej tkaniny, a resztę farbowano na granatowo i drukowano na niej biały wzór roślinny. Powyżej 2/3 długości naszywano rzędy jednakowych tasiemek, tzw. plisek – w kolorach: bordowym, czarnym, zielonym, brązowym. Zapaska (fartuch) używana była do bardziej uroczystego stroju. Wykonana była z płótna jednokolorowego, wzorzystego lub w prążki, obszyta „pliskami”, podobnie jak w przypadku spódnicy. Góra przechodziła w troki, które z tyłu wiązano w dużą kokardę. Kolejnym elementem kobiecego stroju był kaftanik – wcięty, dopasowany, zapinany z przodu na guziki pod szyję. Miał stojący kołnierzyk z tego samego materiału, co spódnica (cienka wełna, flanela lub ryps) i sięgał nieco poniżej pasa. W pasie miał doszytą falbanę, a długie rękawy zakańczano mankietem lub po prostu obszywano aksamitną taśmą. Kaftanik wykonywano z „każmiru”, flaneli, rypsu lub „tybetu”. Zdarzały się kaftaniki szyte z cienkich materiałów, wzorzystych i gładkich. Takie noszono m.in. w Błędowie, Podwarpiu, Tucznawie, Ostrowach, Psarach, Siewierzu, Klimontowie, Jastrzębiu. Innym elementem stroju zagłębiowskich kobiet była katanka (długi strój wierzchni), zwana też jupą, algierią bądź szubą. Była krótsza od spódnicy, wykonana z granatowego, czarnego lub szarego sukna. Posiadała wykładany kołnierz z klapkami i była zapinana na rząd guzików. Czasem chodzono też w kożuchach, a potem w paltach. Biedniejsze kobiety korzystały z wełnianych chust, składanych szalowo, zwykle jednokolorowych lub w kratę. Pończochy były robione ręcznie, barwy czerwonej lub czarnej. Buty były wysokie, sznurowane lub zapinane na guziki, w kolorze czarnym bądź wiśniowym, albo trzewiki na niskim obcasie. Na co dzień chodzono boso lub w drewnianych trepach topolowych lub lipowych.